# Rallye Neuseeland 2007

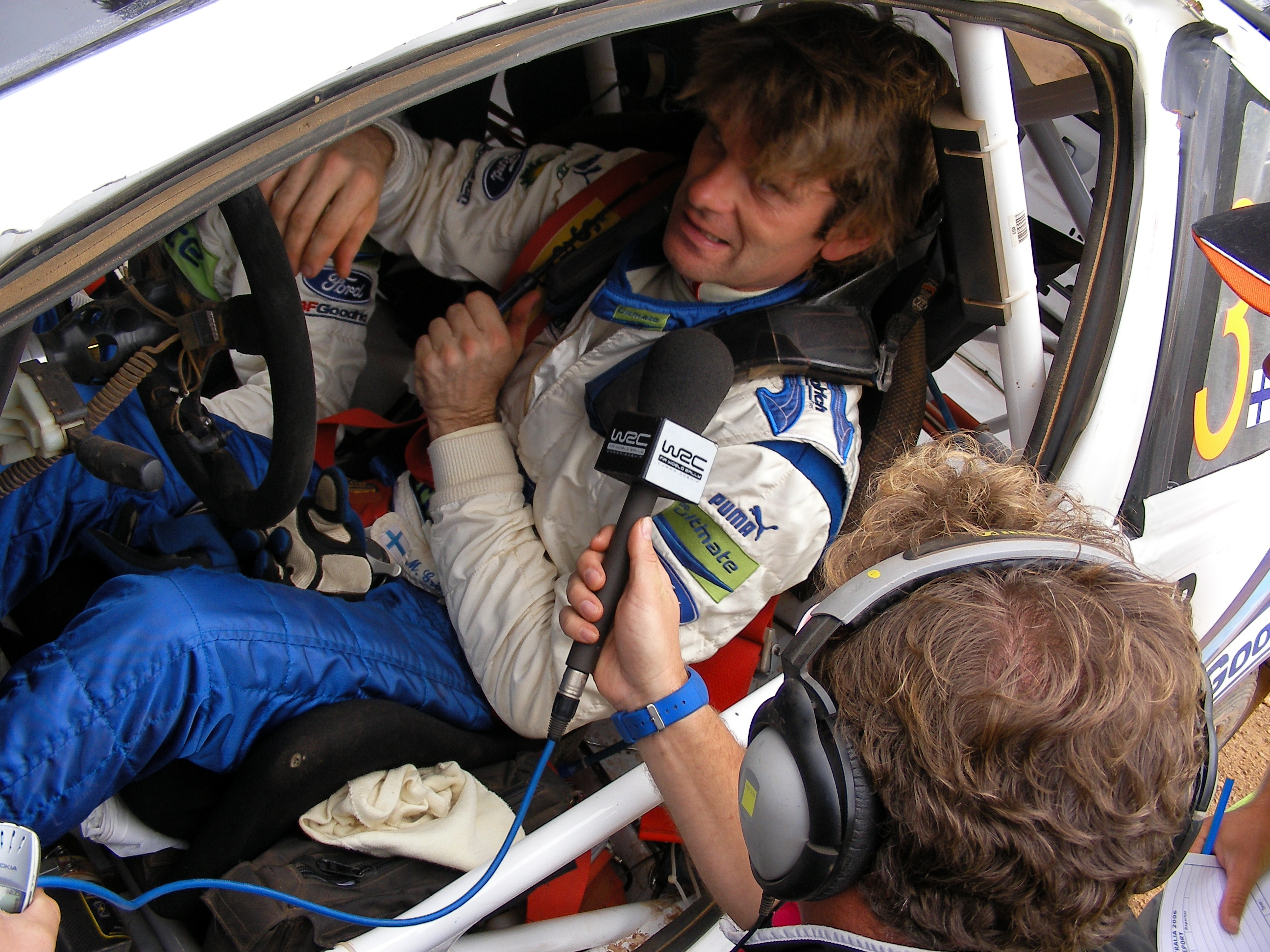
Marcus Grönholm im Ford Focus RS WRC

Die 37. Rallye Neuseeland war der elfte von 16 FIA-Weltmeisterschaftsläufen 2007. Die Rallye bestand aus 18 Wertungsprüfungen und wurde zwischen dem 31. August und dem 2. September ausgetragen.

## Bericht
Nach drei Tagen Rallye und 353,56 Kilometern Wertungsprüfungen konnte Marcus Grönholm (Ford) mit einem minimalen Vorsprung von 0,3 Sekunden die Rallye Neuseeland gewinnen.
In der letzten Wertungsprüfung des Samstags hatte Sébastien Loeb (Citroën) den bis dahin führenden Grönholm von der Spitze verdrängt. Mit einem Zeitunterschied von 1,7 Sekunden starteten die beiden Rivalen in den letzten Tag. In der ersten Wertungsprüfung des Sonntags (WP12) konnte Grönholm Bestzeit fahren und er ging mit 0,1 Sekunden Vorsprung ganz nach vorne. Loeb gab sich aber noch nicht geschlagen und konterte. In WP13 fuhr er die Bestzeit, ging wieder an die Spitze und hatte einen Vorsprung von 0,5 Sekunden. In WP14 bekam Grönholm Schulterprobleme, konnte nicht mehr richtig attackieren und verlor 2,9 Sekunden. Loeb ging als Gesamtführender in die Mittagspause. Am Nachmittag startete Grönholm eine Aufholjagd. Er gewann drei Wertungsprüfungen in Folge und verkürzte den Rückstand zuerst auf 2.3 und dann auf 0,2 Sekunden. In der vorletzten Wertungsprüfung (WP17) holte sich Grönholm die Führung von Loeb zurück. Die Entscheidung musste in der 3,14 Kilometer langen letzten WP Mystery Creek 2 fallen. Grönholm musste als Erster auf die Strecke. Im Ziel hatte er die Bestzeit, dann hieß es abwarten, was Loeb macht. Bei der Zwischenzeit sah es so aus, als könnte er Grönholm wieder abfangen. Die Entscheidung musste auf den letzten Metern fallen. Loeb kam mit Bestzeit ins Ziel, doch er war nur um 0,4 Sekunden schneller als Grönholm, dieser hatte damit noch genau 0,3 Sekunden Vorsprung übrig, die ihm zum Sieg reichten. In der Fahrer-Weltmeisterschaft konnte Grönholm den Vorsprung damit wieder leicht, auf jetzt zehn Punkte, ausbauen.

## Klassifikationen

### Endresultat
| Pos.   | Fahrer             | Beifahrer       | Auto                     | Zeit      | Rückstand | Punkte |
| WRC    | WRC                | WRC             | WRC                      | WRC       | WRC       | WRC    |
| ------ | ------------------ | --------------- | ------------------------ | --------- | --------- | ------ |
| 1      | Marcus Grönholm    | Timo Rautiainen | Ford Focus RS WRC        | 3:52:53.9 | 00:00.0   | 10     |
| 2      | Sébastien Loeb     | Daniel Elena    | Citroën C4 WRC           | 3:52:54.2 | 00:00.3   | 8      |
| 3      | Mikko Hirvonen     | Jarmo Lehtinen  | Ford Focus RS WRC        | 3:54:36.7 | 01:42.8   | 6      |
| 4      | Chris Atkinson     | Stéphane Prévot | Subaru Impreza WRC       | 3:55:26.2 | 02:32.3   | 5      |
| 5      | Jari-Matti Latvala | Miikka Anttila  | Ford Focus RS WRC        | 3:55:30.8 | 02:36.9   | 4      |
| 6      | Daniel Sordo       | Marc Marti      | Citroën C4 WRC           | 3:56:35.9 | 03:42.0   | 3      |
| 7      | Petter Solberg     | Phil Mills      | Subaru Impreza WRC       | 3:56:48.6 | 03:54.7   | 2      |
| 8      | Urmo Aava          | Kuldar Sikk     | Mitsubishi Lancer WRC    | 4:02:10.2 | 09:16.3   | 1      |
| PCWRC  |                    |                 |                          |           |           |        |
| 1 (13) | Toshi Arai         | Tony Sircombe   | Subaru Impreza WRX STI   | 4:13:35.8 | 20:41.9   | 10     |
| 2 (14) | Niall McShea       | Gordon Noble    | Subaru Impreza WRX STI   | 4:13:38.4 | 20:44.5   | 8      |
| 3 (15) | Richard Mason      | Sara Randall    | Subaru Impreza WRX STI   | 4:14:46.0 | 21:52.1   | 6      |
| 4 (16) | Gabriel Pozzo      | Daniel Stillo   | Mitsubishi Lancer Evo IX | 4:14:48.9 | 21:55.0   | 5      |
| 5 (17) | Fumio Nutahara     | Daniel Barritt  | Mitsubishi Lancer Evo IX | 4:14:55.7 | 22:01.8   | 4      |
| 6 (18) | Armindo Araujo     | Migue Ramalhol  | Mitsubishi Lancer Evo IX | 4:15:16.0 | 22:22.1   | 3      |
| 7 (19) | Juho Hänninen      | Mikko Markkula  | Mitsubishi Lancer Evo IX | 4:15:46.9 | 22:53.0   | 2      |
| 8 (22) | Martin Rauam       | Kristo Kraag    | Mitsubishi Lancer Evo IX | 4:16:15.2 | 23:21.3   | 1      |

### Wertungsprüfungen
| Tag                                       | WP                                        | WP Name         | Länge    | Start NZST      | Fahrer            | Auto               | Zeit        | Ø km/h          | Leader          |
| ----------------------------------------- | ----------------------------------------- | --------------- | -------- | --------------- | ----------------- | ------------------ | ----------- | --------------- | --------------- |
| Tag 1 31. Aug.                            | WP1                                       | Pirongia West 1 | 18,30 km | 09:18           | Marcus Grönholm   | Ford Focus RS WRC  | 13:40.5     | 80,29 km/h      | Marcus Grönholm |
| Tag 1 31. Aug.                            | WP2                                       | Waitomo 1       | 43,88 km | 10:21           | Marcus Grönholm   | Ford Focus RS WRC  | 28:47.8     | 91,43 km/h      | Marcus Grönholm |
| Tag 1 31. Aug.                            | Service Mystery Creek 12:39 Uhr (30 Min.) |                 |          |                 |                   |                    |             |                 | Marcus Grönholm |
| Tag 1 31. Aug.                            | WP3                                       | Pirongia West 2 | 18,30 km | 14:07           | Sébastien Loeb    | Citroën C4 WRC     | 13:32.4     | 81,09 km/h      | Marcus Grönholm |
| Tag 1 31. Aug.                            | WP4                                       | Waitomo 2       | 43,88 km | 15:10           | Sébastien Loeb    | Citroën C4 WRC     | 28:20.4     | 92,9 km/h       | Marcus Grönholm |
| Tag 1 31. Aug.                            | WP5                                       | Mystery Creek 1 | 3,14 km  | 17:03           | Chris Atkinson    | Subaru Impreza WRC | 02:56.2     | 64,15 km/h      | Marcus Grönholm |
| Tag 1 31. Aug.                            | Service Mystery Creek 17:21 Uhr (45 Min.) |                 |          |                 |                   |                    |             |                 | Marcus Grönholm |
| Tag 2 1. Sep.                             |                                           |                 |          |                 |                   |                    |             |                 | Marcus Grönholm |
| Service Mystery Creek 06:50 Uhr (10 Min.) |                                           |                 |          |                 |                   |                    |             |                 | Marcus Grönholm |
| WP6                                       | Port Waikato                              | 17,21 km        | 09:03    | Sébastien Loeb  | Citroën C4 WRC    | 09:33.2            | 108,09 km/h |                 | Marcus Grönholm |
| WP7                                       | Possum                                    | 13,88 km        | 09:41    | Marcus Grönholm | Ford Focus RS WRC | 10:38.2            | 78,3 km/h   |                 | Marcus Grönholm |
| WP8                                       | Franklin                                  | 31,57 km        | 10:19    | Sébastien Loeb  | Citroën C4 WRC    | 21:15.7            | 89,09 km/h  |                 | Marcus Grönholm |
| WP9                                       | Mystery Creek 2                           | 3,14 km         | 12:32    | Marcus Grönholm | Ford Focus RS WRC | 02:54.7            | 64,71 km/h  |                 | Marcus Grönholm |
| Service Mystery Creek 13:10 Uhr (30 Min.) |                                           |                 |          |                 |                   |                    |             |                 | Marcus Grönholm |
| WP10                                      | Te Akau South                             | 31,92 km        | 14:58    | Sébastien Loeb  | Citroën C4 WRC    | 18:25.0            | 103,99 km/h |                 | Marcus Grönholm |
| WP11                                      | Te Akau North                             | 32,36 km        | 15:41    | Sébastien Loeb  | Citroën C4 WRC    | 16:59.8            | 114,23 km/h | Sébastien Loeb  |                 |
| Service Mystery Creek 17:44 Uhr (45 Min.) |                                           |                 |          |                 |                   |                    |             | Sébastien Loeb  |                 |
| Tag 3 2. Sep.                             |                                           |                 |          |                 |                   |                    |             | Sébastien Loeb  |                 |
| Service Mystery Creek 07:40 Uhr (10 Min.) |                                           |                 |          |                 |                   |                    |             | Sébastien Loeb  |                 |
| WP12                                      | Maungatawhiri 1                           | 5,34 km         | 09:03    | Marcus Grönholm | Ford Focus RS WRC | 02:41.3            | 119,18 km/h | Marcus Grönholm |                 |
| WP13                                      | Te Hutewai 1                              | 11,22 km        | 09:31    | Sébastien Loeb  | Citroën C4 WRC    | 07:54.3            | 85,16 km/h  | Sébastien Loeb  |                 |
| WP14                                      | Whaanga Coast 1                           | 29,81 km        | 09:59    | Sébastien Loeb  | Citroën C4 WRC    | 21:00.8            | 85,12 km/h  | Sébastien Loeb  |                 |
| Service Mystery Creek 10:55 Uhr (15 Min.) |                                           |                 |          |                 |                   |                    |             | Sébastien Loeb  |                 |
| WP15                                      | Maungatawhiri 2                           | 5,34 km         | 11:38    | Marcus Grönholm | Ford Focus RS WRC | 02:39.7            | 120,38 km/h | Sébastien Loeb  |                 |
| WP16                                      | Te Hutewai 2                              | 11,22 km        | 12:06    | Marcus Grönholm | Ford Focus RS WRC | 07:43.0            | 87,24 km/h  | Sébastien Loeb  |                 |
| WP17                                      | Whaanga Coast 2                           | 29,81 km        | 12:34    | Marcus Grönholm | Ford Focus RS WRC | 20:32.1            | 87,1 km/h   | Marcus Grönholm |                 |
| WP18                                      | Mystery Creek 3                           | 3,14 km         | 14:18    | Sébastien Loeb  | Citroën C4 WRC    | 02:52.5            | 65,53 km/h  | Marcus Grönholm |                 |

Quelle:

### Gewinner Wertungsprüfungen
| WP                             | Anzahl | Fahrer          | Auto               |
| ------------------------------ | ------ | --------------- | ------------------ |
| 3, 4, 6, 8, 10, 11, 13, 14, 18 | 9      | Sébastien Loeb  | Citroën C4 WRC     |
| 1, 2, 7, 9, 12, 15–17          | 8      | Marcus Grönholm | Ford Focus RS WRC  |
| 5                              | 1      | Chris Atkinson  | Subaru Impreza WRC |

### Fahrer-WM nach der Rallye
| Pos. | Fahrer          | Punkte |
| ---- | --------------- | ------ |
| 1    | Marcus Grönholm | 90     |
| 2    | Sébastien Loeb  | 80     |
| 3    | Mikko Hirvonen  | 69     |
| 4    | Petter Solberg  | 31     |
| 5    | Dani Sordo      | 31     |

### Team-Weltmeisterschaft
| Pos. | Team               | Punkte |
| ---- | ------------------ | ------ |
| 1    | Ford WRT           | 159    |
| 2    | Citroën WRT        | 113    |
| 3    | Subaru WRT         | 60     |
| 4    | Stobart Ford WRT   | 55     |
| 5    | Kronos Citroën WRT | 35     |